# Saint-Étienne-des-Guérets
Saint-Étienne-des-Guérets ist eine französische Gemeinde im Département Loir-et-Cher in der Region Centre-Val de Loire. Die Bevölkerung beläuft sich auf 115 Einwohner (Stand: 1. Januar 2022). Saint-Étienne-des-Guérets gehört zum Arrondissement Blois und zum Kanton Veuzain-sur-Loire. 

## Geographie
Saint-Étienne-des-Guérets liegt etwa 17 Kilometer westnordwestlich von Blois. Hier entspringt das Flüsschen Gault. Umgeben wird Saint-Étienne-des-Guérets von den Nachbargemeinden Saint-Cyr-du-Gault im Norden und Nordwesten, Françay im Osten und Nordosten, Santenay im Osten und Südosten, Dame-Marie-les-Bois Süden und Südwesten sowie Saint-Nicolas-des-Motets im Westen und Südwesten.

## Bevölkerungsentwicklung
| 1962                       | 1968 | 1975 | 1982 | 1990 | 1999 | 2006 | 2017 |
| -------------------------- | ---- | ---- | ---- | ---- | ---- | ---- | ---- |
| 144                        | 137  | 111  | 106  | 99   | 98   | 99   | 111  |
| Quellen: Cassini und INSEE |      |      |      |      |      |      |      |

## Sehenswürdigkeiten
- Kirche Saint-Étienne